# Фризер
Фри́зер — аппарат для приготовления мягкого и твёрдого мороженого. Фризер одновременно насыщает воздухом, перемешивает, замораживает предварительно приготовленную жидкую смесь до температуры −4°С, −8°С. Оборудование этого типа активно используется в кафе и точках продаж на улице и в торговых центрах.

## История
Технология производства мягкого мороженого в специальном аппарате была запатентована в США в 1834 году. Но первые серийные аппараты появились в этой же стране только во второй половине XIX столетия. В Советском Союзе фризеры начали массово использоваться только в конце 60-х годов XX века.
Производством фризеров в Европе начала заниматься компания Carpigiani, итальянцы добились идеальной консистенции мороженого и стали на время законодателями сладких десертов. На Западе больших успехов добился бренд Taylor, став номером один по данному типу оборудования. Наиболее популярными на всех континентах стали модели: Taylor C723, Taylor C606, Carpigiani K3.
Производством отечественного оборудования для мягкого мороженого были заняты оборонные заводы Свердловской области, Волгоградский тракторный завод, а также сборка происходила на Уральском электрохимическом комбинате под Челябинском. Они подарили истории следующие легендарные фризеры: «ФМ-2М», «Иней», «Рикон», «Фризер-30», «Фризер-15М». Украинский Черкасский завод упаковочных машин разработал успешные проекты в виде фризеров «Русич» и «Борич».
Отечественное оборудование создавалось до 1991 года. Есть модели, произведенные немного более поздней датой, но распад СССР положил начало сокращению бизнеса мягкого мороженого, а выпуск машин был полностью остановлен. Позже производственное цеховое оборудование было распродано, а технологии производства фризеров забыты.
Все процессы были заморожены, а инновационные разработки, с нуля, начались в 2015 году, в городе Зеленогорск. До этого периода фризерная техника поставлялась исключительно из США, Европы, Китая. В 2017 году было возобновлено производство российских фризеров под новой маркой «Арктик». Производство обосновалось на техническом полигоне оборонного завода Красноярского края.

## Конструкция и принцип действия
Во фризере стоит мощный мотор (или два мотора), который вращает миксер внутри замораживающего цилиндра. Стенки замораживающего цилиндра постоянно охлаждаются с помощью компрессора (принцип охлаждения такой же как в любом другом холодильном аппарате), в цилиндр из бункера поступает смесь, которая, перемешиваясь, замерзает. После замерзания смеси, в зависимости от типа фризера, она дозируется в стаканчики или выгружается в гастроемкость.
Фризеры различаются/классифицируются по следующим параметрам:
- в зависимости от продукта на выходе (фризеры для твёрдого и фризеры для мягкого мороженого);
- вариант исполнения фризера (настольный или напольный);
- производительность фризера;
- объём бункера для смеси;
- объём цилиндра или цилиндров замораживания;
- тип охлаждения во фризере;
- наличие пастеризации;
- наличие воздушной помпы.

Основным отличием между фризерами для твёрдого мороженого и фризерами для мягкого мороженого — это температура продукта на выходе. Во фризерах для твёрдого мороженого (еще называют батч-фризеры) она составляет −8°С, −12°С, а во фризерах для мягкого мороженого около −8°С. Во фризерах кроме мороженого можно готовить другие холодные десерты, такие как гранито, сорбетто, фроузен-йогурт и многие другие.

Фризер для мягкого мороженого BOVO
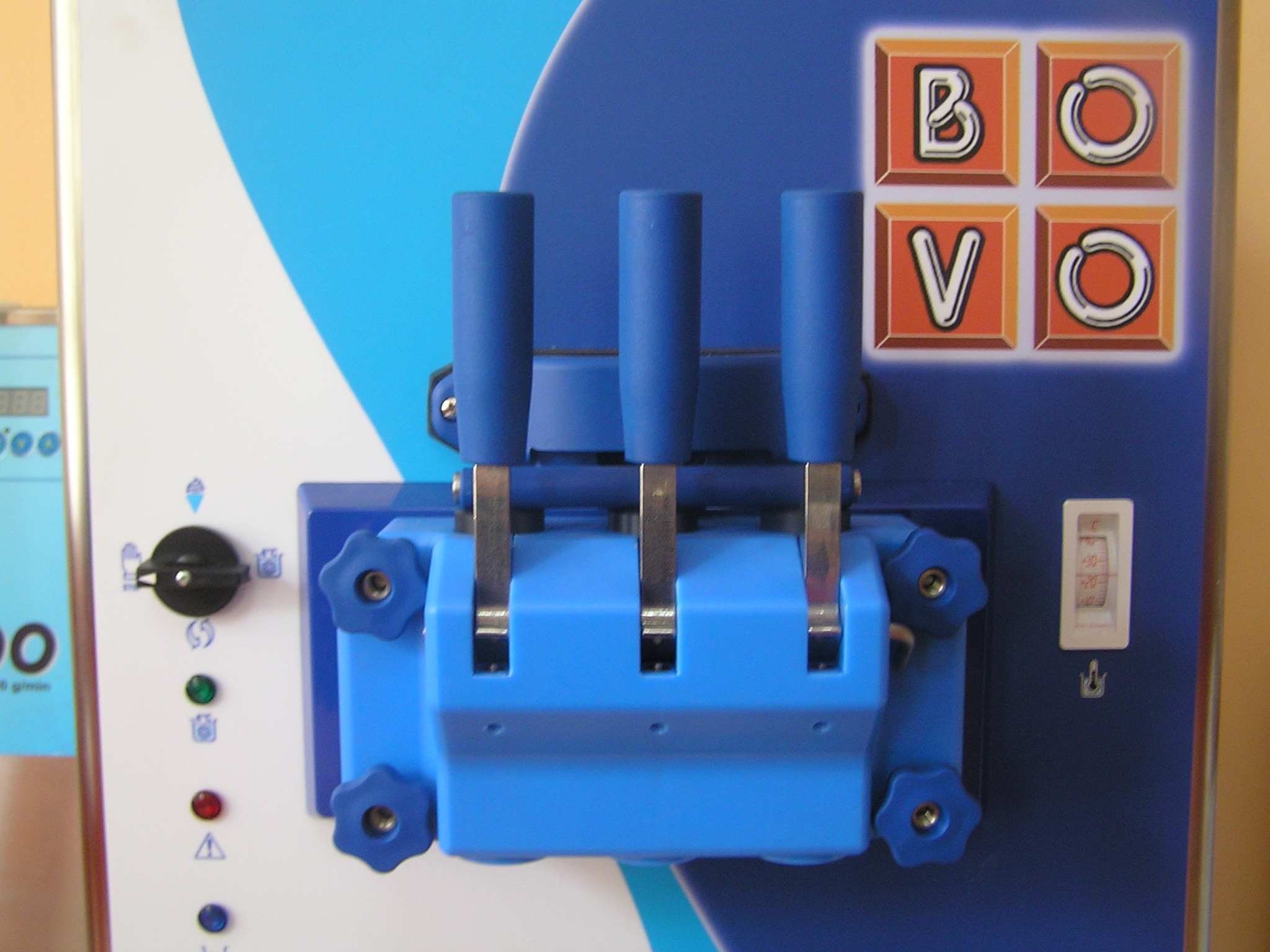
Краны раздачи фризера Bovo
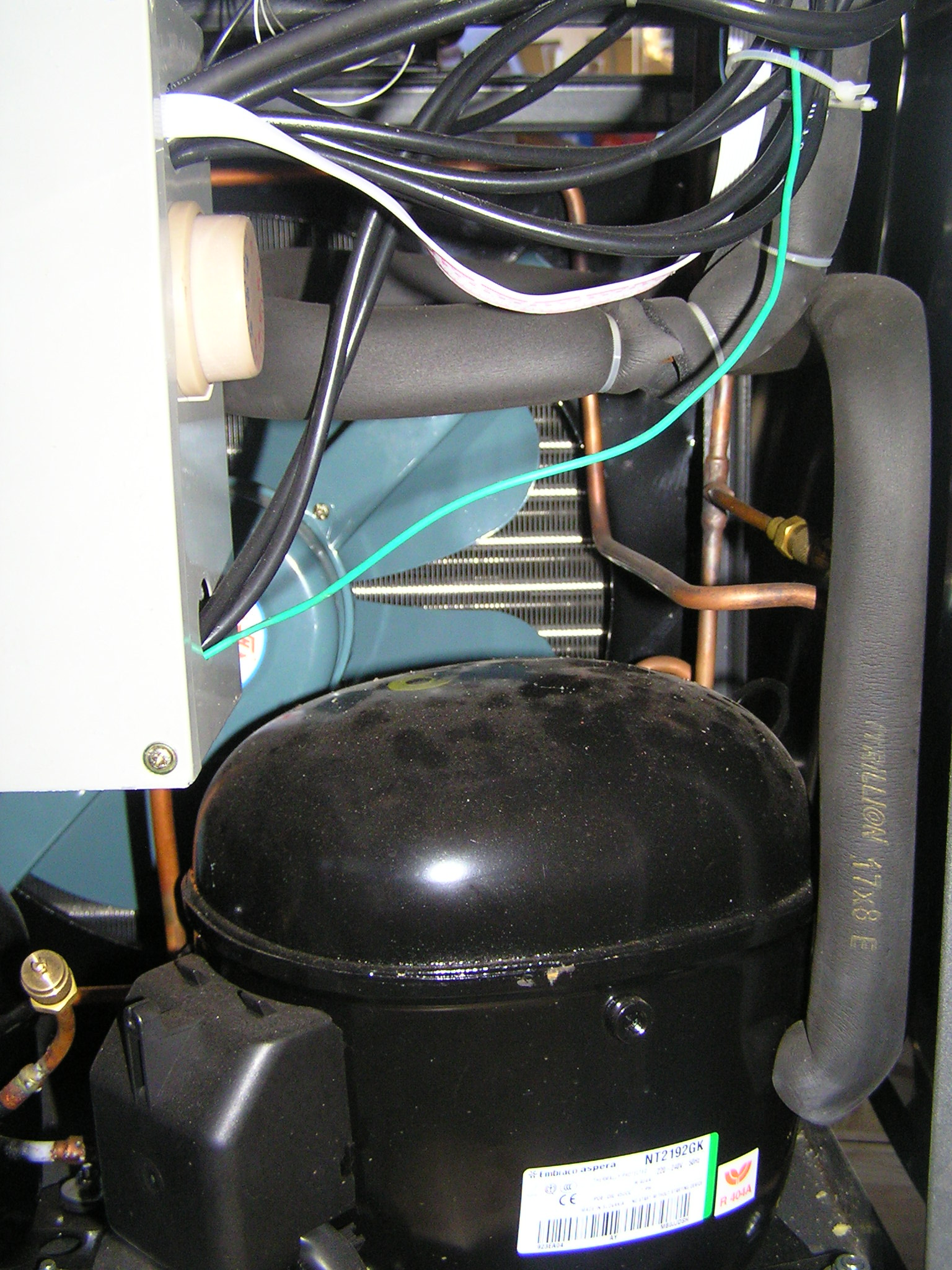
Компрессор фризера IceFreshMatic
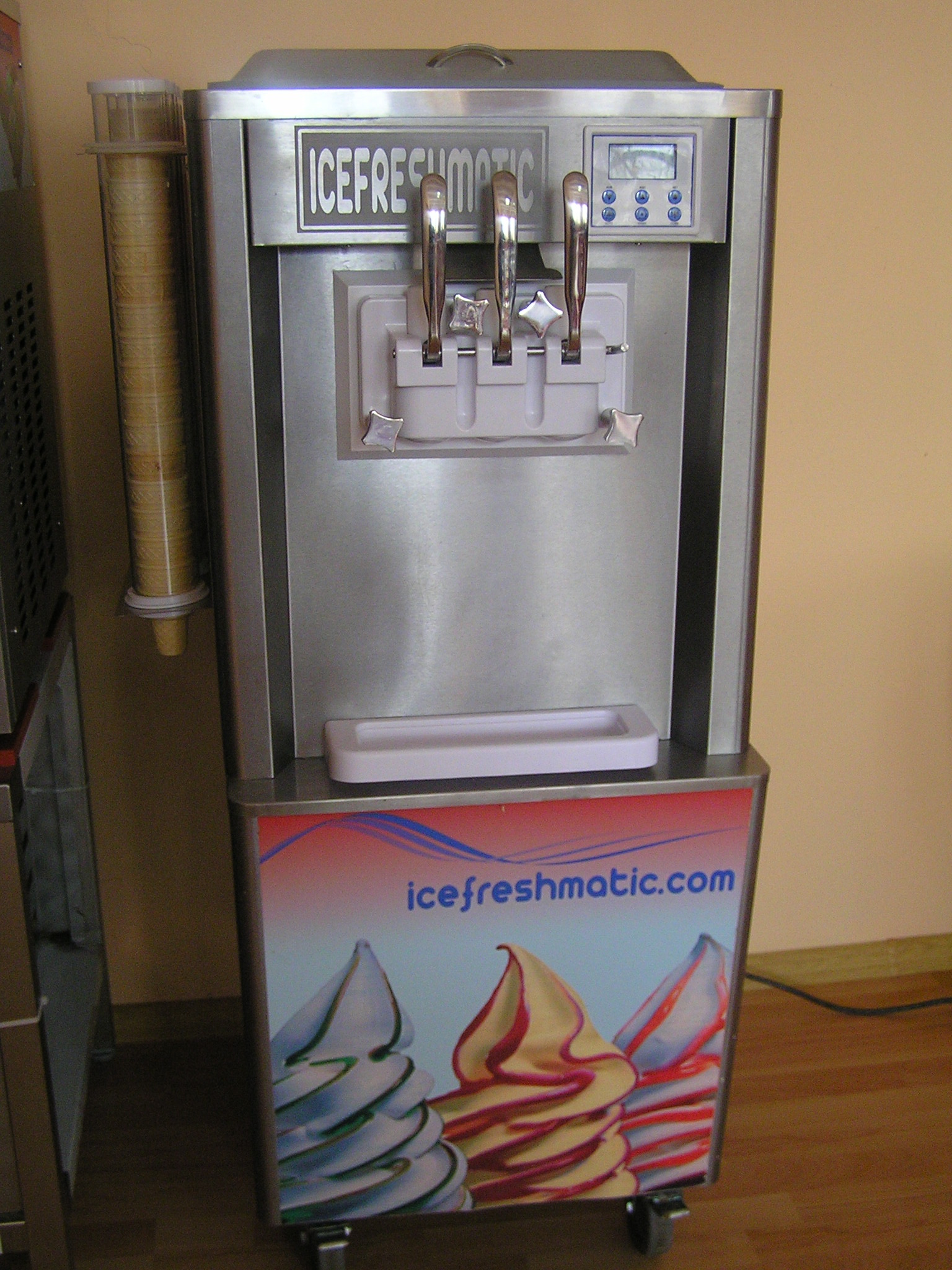
Фризер для мягкого мороженого Icefreshmatic
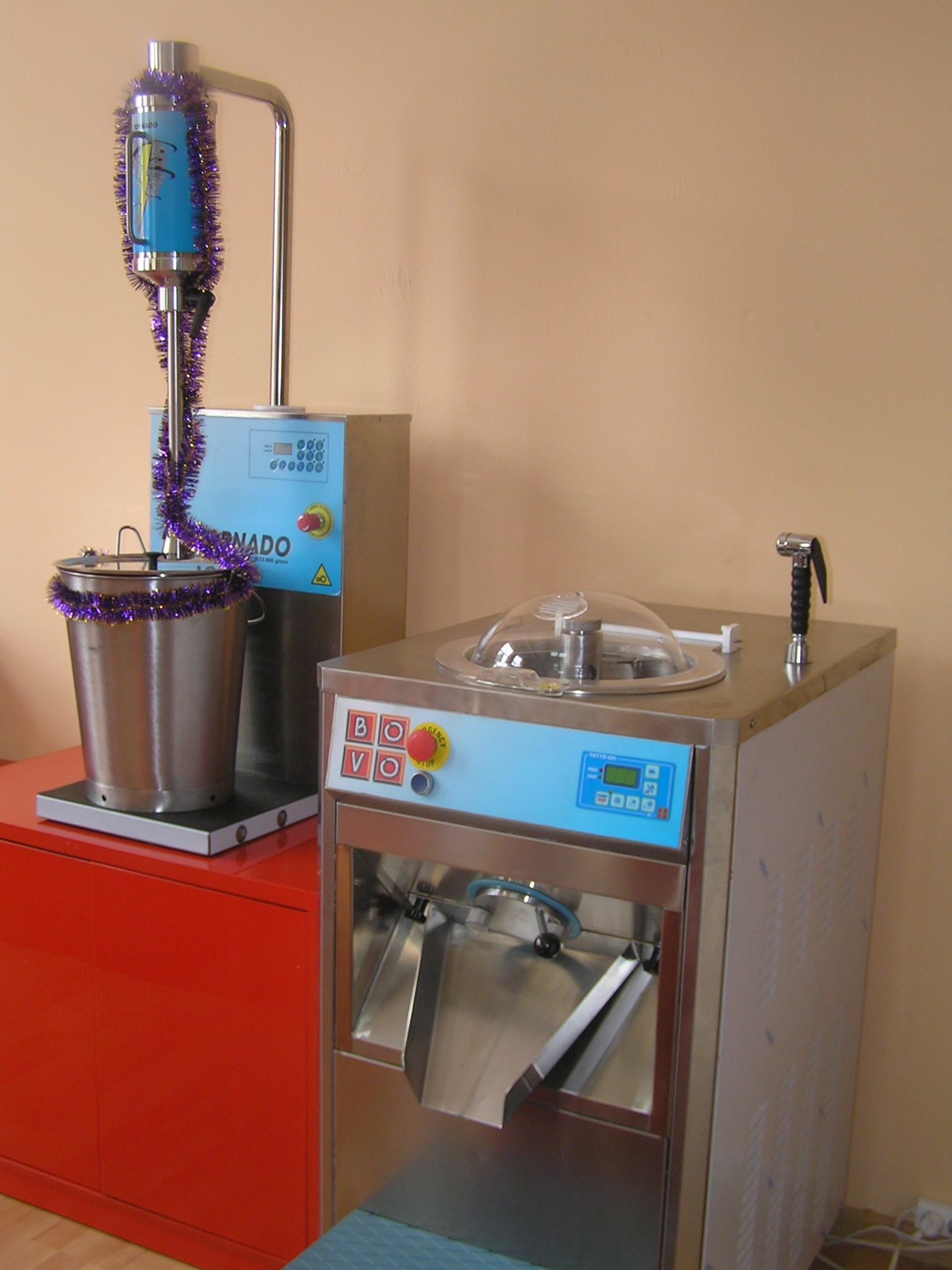
Фризер для твердого мороженого и миксер BOVO
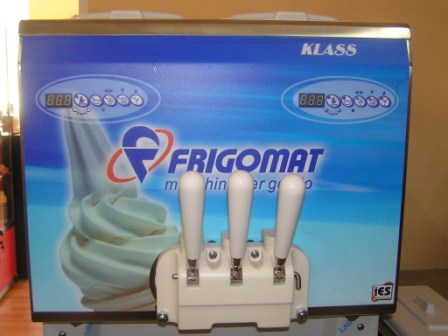
Фризер Frigomat для приготовления мягкого мороженого
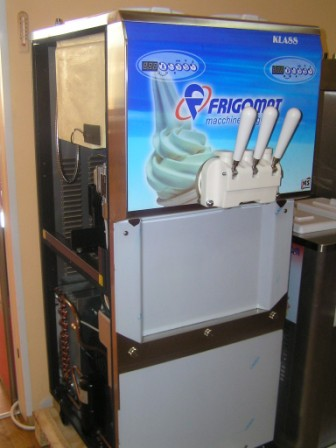
Профессиональный фризер Frigomat 202 EMU
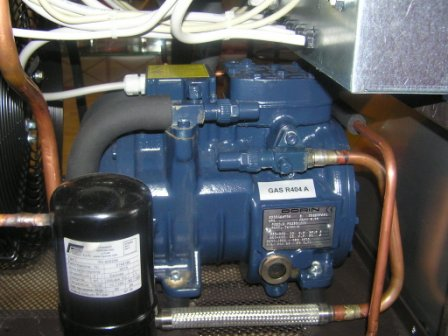
Компрессор фризера frigomat
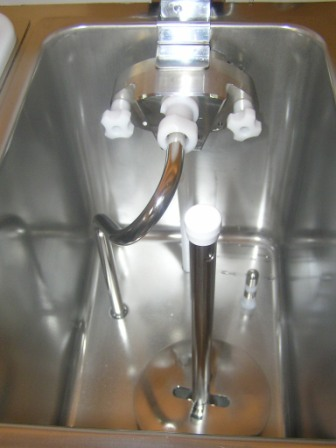
Помпа фризера Frigomat